# دالا بيتباك
دالا بيتباك (بالإنجليزية: Betpak-Dala)‏ هي صحراء تقع في جنوب شرق كازاخستان، يحدد الصحراء حوض سير داريا في الغرب ونهر تشو من الجنوب الغربي للبلاد، وتحتل الصحراء مساحة ما يقرب من 75،000 كم، وارتفاع الصحراء في المتوسط بين 300-350 م، وتتميز التضاريس الصحراوية أنها ثابتة من دون تغيير تقريبًا في الطول والتوسع، مع زيادات صغيرة في شرق البلاد.